# Świętosławice
Świętosławice – wieś w Polsce położona w województwie kujawsko-pomorskim, w powiecie włocławskim, w gminie Izbica Kujawska.
W latach 1975–1998 miejscowość administracyjnie należała do województwa włocławskiego. Według Narodowego Spisu Powszechnego (III 2011 r.) liczyła 224 mieszkańców. Jest ósmą co do wielkości miejscowością gminy Izbica Kujawska.

## Historia
(Fragment opisu miejscowości polskich z roku 1880 - Słownik geograficzny Królestwa Polskiego i innych krajów słowiańskich) ...wieś i folwark nad jeziorem Brdowskie (Długiem), powiat kolski, gmina Lubotyń, parafia Brdów, odległość od Koła wiorst 21; wieś ma 5 domów, 60 mieszkańców; folwark 6 domów, 21 mieszkańców. W 1827 r. 9 domów, 87 mieszkańców. Według regencyji poborowych powiatu przedeckiego z r. 1557 było 9 łan, 3 zagrody. Zdaje się, że przez pomyłkę te same Świętosławice podane są w tychże regestrach w parafii Kłótno (powiat kowalski), jako mające 5 łan, 4 zagrody (Pawiński, Wielkp. II, 18,20). Według lustracyji z 1564 r. wieś w dzierżawie Anny, wdowy po Jerzym Latalskim, kasztelanie lędzkim, miała 9 włók (Lustr. V, 280)